# Rövidfilm
A rövidfilmek vagy kisjátékfilmek (angolul: short film, short vagy short movie) olyan filmek, amelyeknek játékideje meglehetősen rövid. A rövidfilmeknél nincs egy bizonyos, meghatározott időtartam. 40 perc vagy annál rövidebb játékidővel rendelkező filmet nevezhetünk rövidfilmek. Cselekményük sokkal tömörebb, mint egy átlagos játékfilmé, és inkább a lényeget foglalja össze. Előfordulhat, hogy nagyon kevés, sőt, akár csak egyetlen szereplő van, mivel egy ilyen filmben fontosabb a cselekmény, mint a színészek száma. Jellemzői közé tartozik, hogy költségvetése elég alacsony, ugyanakkor bevétele előfordulhat, hogy meglehetősen magas. Külön filmfesztiválokat szoktak szervezni ilyen filmek bemutatására, ahol díjakat is nyerhetnek.

## Története és jellemzői
A filmek kezdetlegesen mind nagyon rövidek voltak, akár csak egypercesek, vagy még rövidebbek. Egészen 1910-ig, amíg már a tíz percet is túllépték az alkotások. Az 1920-as évek felé a filmek már kezdtek áttérni hosszabb játékidőre, egy- vagy kétórás filmek is készültek. Napjainkban is készülnek még kisjátékfilmek. Sokan gondolják praktikus megoldásnak a rövidfilmeket, mivel sokkal egyszerűbb elkészíteni, azaz sokkal kevesebb bonyodalommal jár akár a forgatókönyv megírása, a forgatás megszervezése, vagy az utómunka, és a néző számára is könnyebben értelmezhető, mint egy nagyjátékfilm. Ugyan rövidfilmeket hazánkban is szoktak gyártani, de  azok általában a magyar valóságot tükrözik, külföldön pedig sokkal elterjedtebbek a kitalált történettel rendelkező rövidfilmek.

## Néhány perces rövidfilmek
Léteznek nagyon rövid filmek (angolul: very short films, short shorts), amelyek nem hosszabbak 1-2 percnél. A Párizsban szervezett International Festival of Very Shorts filmfesztivál kizárólag 3 percnél rövidebb filmeket mutat be. A Filminute nevű nemzetközi filmfesztivál célja, hogy kizárólag egyperces játékidejű filmeket népszerűsítsen, nevét ez alapján kapta. A Filminute-ot 2005-ben alapították, és 2006 szeptembere óta rendezik meg.

## Fordítás
Ez a szócikk részben vagy egészben  a   Short film című angol Wikipédia-szócikk fordításán alapul.  Az eredeti cikk szerkesztőit annak laptörténete sorolja fel. Ez a jelzés csupán a megfogalmazás eredetét és a szerzői jogokat jelzi, nem szolgál a cikkben szereplő információk forrásmegjelöléseként.